# Pau Garcia-Milà
Pau Garcia Milà Pujol (22 de junio de 1986, Olesa de Montserrat) es un empresario, comunicador y profesor español, cofundador de eyeOS, Ideafoster, Bananity y Founderz.

## Biografía
Pau Garcia-Milà Pujol ha estudiado en el Centre for entreprenurial learning de la Universidad de Cambridge y en ESADE.
Fundó, junto a Marc Cercós, eyeOS, una empresa pionera en el desarrollo de soluciones de virtualización en cloud computing. La empresa fue adquirida por Telefónica en 2014. En diciembre de 2016 Telefónica decide dejar de comercializar el producto principal para utilizar tanto su personal como sus capacidades tecnológicas en otros proyectos, aprovechando por ejemplo su experiencia en el campo de la virtualización.
En noviembre de 2011 creó la red social Bananity con su socio Sergio Galiano, en la que invirtieron personalidades como la exministra de Ciencia e Innovación, Cristina Garmendia y el empresario, humorista y presentador de televisión Andreu Buenafuente. Bananity cerró el 10 de febrero de 2015.
En abril de 2014 fundó IdeaFoster, una consultora de Innovación orientada a ayudar a empresas a crear proyectos siguiendo metodologías usadas por Start-ups. IdeaFoster fue adquirida por Canvia, empresa del grupo Advent International, en noviembre de 2018.
En noviembre de 2020 presentó Founderz, una escuela online de emprendimiento orientado a ayudar a futuros emprendedores a empezar proyectos. Los cursos de Founderz son de generación de ideas, aterrizaje de ideas, modelos de negocio, página web y herramientas digitales, comunicación y storytelling, marketing online y legal.
García-Milà ha colaborado en diversas emisoras de radio, como Catalunya Ràdio, RAC 1, COM Ràdio, Onda Cero o la Cadena SER. Presentó, durante tres años, Empenta, un programa de radio dedicado a dar voz a personas con ideas. Colaboró en el programa de televisión En el aire (laSexta). Presentó el programa Tenim un plà en la televisión pública catalana.
Es, además, profesor asociado en el máster Digital business de ESADE, lo que le convierte en el docente más joven de dicha entidad y codirige el pódcast “El Futuro Era Mejor” junto al cantautor Rafa Pons desde junio de 2018.

## Premios
Ganador de diversos premios de innovación, entre los que destacan:
- Ganador en 2010 del premio “IMPULSA Empresa", en la primera edición del Forum Impulsa (Fundación Princesa de Girona).[10]
- Ganador en 2011 del premio al Innovador del año por el MIT (TR-35).[11]

## Libros publicados
Autor de 3 libros sobre emprendimiento e innovación:
- Está todo por hacer (Plataforma, 2010)
- Optimismamente (Espasa, 2012)
- Tienes una idea (pero aún no lo sabes) (Amat, 2013)